# Hörbolz
Hörbolz (mundartlich: Herbolts, Hörbolts) ist ein Gemeindeteil der bayerisch-schwäbischen Großen Kreisstadt Lindau (Bodensee).

## Geografie
Das Dorf liegt 6,5 Kilometer nördlich der Lindauer Insel. Nördlich der Ortschaft verläuft die Ländergrenze zu Tettnang in Baden-Württemberg. Südlich von Hörbolz fließt der Nonnenbach. Nördlich liegt der Degersee.

## Ortsname
Der Ortsname stammt vom mittelhochdeutschen Personennamen Herebolt und bedeutet somit (Ansiedlung) des Herebolt.

## Geschichte
Hörbolz wurde erstmals urkundlich um das Jahr 1290 als Herboltes erwähnt. Im Jahr 1626 wurden sieben Häuser in Hörbolz gezählt. Der Ort gehörte einst zum äußeren Gericht der Reichsstadt Lindau und später zur Gemeinde Unterreitnau, die 1976 nach Lindau eingemeindet wurde.

## Baudenkmäler
Siehe: Liste der Baudenkmäler in Hörbolz